# Valis III
Valis III (ヴァリスIII Varisu Surī?) es un juego de plataformas desarrollado y lanzado por Telenet Japan originalmente para PC Engine CD en 1990 en Japón y TurboGrafx-CD en 1992 en Estados Unidos. Más tarde también fue portado a la Mega Drive. Valis III fue el tercer videojuego de la serie Valis. Está protagonizada por Yuko Asou, una colegiala adolescente japonesa elegida como la guerrera Valis y portadora de la mística espada Valis después de los eventos de Valis II. King Glames, portador de la espada Leethus, lidera a los habitantes del mundo oscuro para conquistar tanto Vecanti como la Tierra, buscando refugio para su gente en medio de la destrucción de su planeta. Junto con la doncella guerrera demoníaca Cham y su hermana Valna, Yuko debe evitar que Glames destruya ambos mundos. A lo largo del viaje, el jugador explora y busca elementos y potenciadores mientras lucha contra enemigos y derrota a jefes.
Valis III fue creado por la mayoría de los mismos miembros del personal que trabajaron en la entrada anterior en Laser Soft, una división interna de juegos de Telenet. Masami Hanari y Fumiyuki Moriyama retomaron sus papeles como director y productor, respectivamente. La versión TurboGrafx-CD presenta escenas animadas, similares a las introducidas inicialmente en Valis II. El puerto de Genesis estaba programado para un lanzamiento europeo por parte de UbiSoft como parte de un acuerdo de licencia de múltiples juegos con la subsidiaria norteamericana de Telenet, Renovation Products, pero nunca se lanzó oficialmente en la región. Desde entonces, ambas versiones del juego se han relanzado a través de servicios de descarga para otras plataformas y compilaciones. La versión TurboGrafx-CD generalmente obtuvo críticas favorables de los críticos, mientras que la versión Genesis tuvo una recepción similar a la del lanzamiento original. Le siguió Valis IV (1991).

## Jugabilidad
La diferencia principal de Valis III con los juegos anteriores de la serie Valis es que el jugador ahora tiene el control de varios personajes que se pueden cambiar en cualquier momento, lo que recuerda mucho a Castlevania III: Dracula's Curse, cada uno de ellos usa diferentes armas actualizables (Yuko tiene una onda de energía recargable, Cham tiene un látigo y Valna dispara ráfagas mágicas con su varita) y hechizos (de variedad de rayos, fuego y hielo). Los personajes no se pueden cambiar durante las peleas de jefes, donde la elección del personaje también da como resultado una escena diferente, y en algunas etapas (en su mayoría demandando a la heroína principal Yuko). Otra característica nueva de la serie es un movimiento de deslizamiento de tierra que puede funcionar como un ataque.
El puerto del juego de Mega Drive/Genesis tiene cortadas la mayoría de las escenas cinematográficas. Se eliminaron varios niveles y se agregó uno nuevo a esta versión, mientras que los niveles restantes son más similares entre sí. Sin embargo, se mejoraron las peleas de jefes.

## Argumento
El Rey Galmes (ぐらめす, Guramesu) (interpretado por Daisuke Gori) lleva a los habitantes del Mundo Oscuro a conquistar tanto la Tierra como Vecanti. Busca un hogar para su gente antes de la destrucción de su planeta. Contra este enemigo común, Yuko Asou encuentra ayuda en sus nuevas novias, una doncella guerrera del Mundo Oscuro llamada Cham (ちゃむ, Chamu) (interpretada por Yūko Mita), quien creció dentro de Vecanti y se hizo fuerte en los caminos de la magia. Además, se ha demostrado que la espada Valis es capaz de hacer más de lo que Yuko ha logrado con ella hasta ahora. 
Durante el transcurso del juego, Yuko rescata a Cham y Valna del cautiverio. Una visita al gobernante de Vecanti, Nizetti (にぜち, Nizeti), desata todo el potencial de la espada, que culmina en una batalla culminante entre las tres chicas y Glames, así como el antagonista que regresa del primer juego, Rogmes (interpretado por Koji Totani). La guerrera Valis los derrota a ambos, y por su servicio diligente e inquebrantable, a Yuko se le permite dejar de ser guardiana y convertirse en una diosa en Vecanti, dejando atrás la Tierra para siempre. La espada Valis también se retira a los cielos, mientras el mundo de los sueños se prepara para la prosperidad, mientras Cham y Valna se despiden de Yuko mientras ella se marcha para asumir su nuevo papel.

## Desarrollo y Lanzamiento
Valis III fue desarrollado por Laser Soft, una división interna de juegos de Telenet, anteriormente responsable de Valis II (1989). Fue creado por la mayoría de los mismos miembros del personal que trabajaron en la entrada anterior, con Masami Hanari y Fumiyuki Moriyama retomando sus roles como director y productor respectivamente, mientras que el animador Osamu Nabeshima regresó como uno de los artistas del juego. Debido a que se lanzó en CD-ROM, el equipo pudo incluir escenas animadas en el juego como lo habían hecho antes con Valis II.
Valis III fue lanzado por primera vez para PC Engine CD-ROM² (la versión japonesa del TurboGrafx-CD) por Telenet el 7 de septiembre de 1990. El juego se mostró en el Summer Consumer Electronics Show de 1991 y originalmente estaba programado para su lanzamiento en enero de 1992. en América del Norte, antes de ser finalmente publicado por NEC en marzo de 1992 para TurboGrafx-CD. Luego, el juego se transfirió a Sega Genesis, publicado por Renovation Game (Reno) en Japón el 22 de marzo de 1991. Telenet también lanzó la versión de Genesis a través de su subsidiaria Renovation Products en América del Norte en junio de 1991. UbiSoft planeó un lanzamiento europeo, como parte de un acuerdo de licencia de varios juegos con Renovation, pero nunca se lanzó oficialmente en la región por razones desconocidas. La conversión de Génesis fue coprogramada por Yoshiki "UAI" Yamauchi y Masayasu Yamamoto, quienes tuvieron una participación previa en la serie desde Valis: The Fantasm Soldier. Michiko Naruke, más conocida por su trabajo en la serie Wild Arms, participó en la adaptación de Génesis como una de las tres compositoras bajo la dirección del difunto director de sonido Shinobu Ogawa. Se introdujo una nueva etapa para el puerto, pero la mayoría de las escenas y múltiples etapas se eliminaron debido a las limitaciones de tamaño del cartucho.
Un CD-ROM de compendio visual especial lanzado en 1993 para PC Engine, Valis Visual Collection, presenta las escenas del juego junto con las de Valis II y su seguimiento Valis IV. Valis III se incluyó como parte de la compilación Valis: The Fantasm Soldier Complete para Microsoft Windows, publicada por Telenet en 2004 con una edición limitada de 2000 copias, que venía con un CD extra y una figura. En 2011, D4 Enterprise relanzó la compilación nuevamente con SD Valis y Super Valis como Valis: The Fantasm Soldier Complete Plus, que en su lugar venía con una banda sonora en CD. En 2021, la empresa de medios Edia anunció una reimpresión de la versión de PC Engine para conmemorar el 35 aniversario de la serie. La versión de PC Engine se incluyó en la compilación Valis: The Fantasm Soldier Collection para Nintendo Switch en Japón por Edia el 9 de diciembre de 2021. Fue relanzado por separado a través de Nintendo eShop por Edia primero en Japón el 10 de febrero de 2022 y luego en Europa y América del Norte en marzo de 2022. La nueva versión de Genesis se incluyó como parte de la compilación Renovation Collection 1 para Evercade, lanzada en 2022 por Blaze Entertainment.
- Datos: Q3553824